# Rättvik
Rättvik é uma pequena cidade sueca na província histórica de Dalarna. 

Com cerca de 4 500 habitantes, é a sede do município de Rättvik, pertencente ao condado de Dalarna, situado no centro da Suécia.

Está situada na margem oriental do lago Siljan, a 20 km a norte da cidade de Leksand.

É um centro de música folclórica e artesanato regional, que atrai numerosos turistas, em particular ao seu festival anual de música ”Musik vid Siljan”.

## Economia
A economia de Rättvik é caracterizada pela fábrica de cerâmica em Nittsjö e pela fábrica de pão estalejante (knäckebröd). Além do turismo, há a destacar os dois mercados anuais da cidade. 

## Património
A pequena cidade de Rättvik, nas margens do lago Siljan, dispõe de um património cultural e turístico de realce.

- Igreja de Rättvik (Rättviks kyrka, séc. XIII)
- Pontão de passeio com 628 m (Långbryggan)
- Mercado anual de Rättvik (Rättviks marknad)
- Festival anual de música folclórica (Musik vid Siljan)
- Semana do automóvel clássico (Classic Car Week)

## Imagens de Rättvik

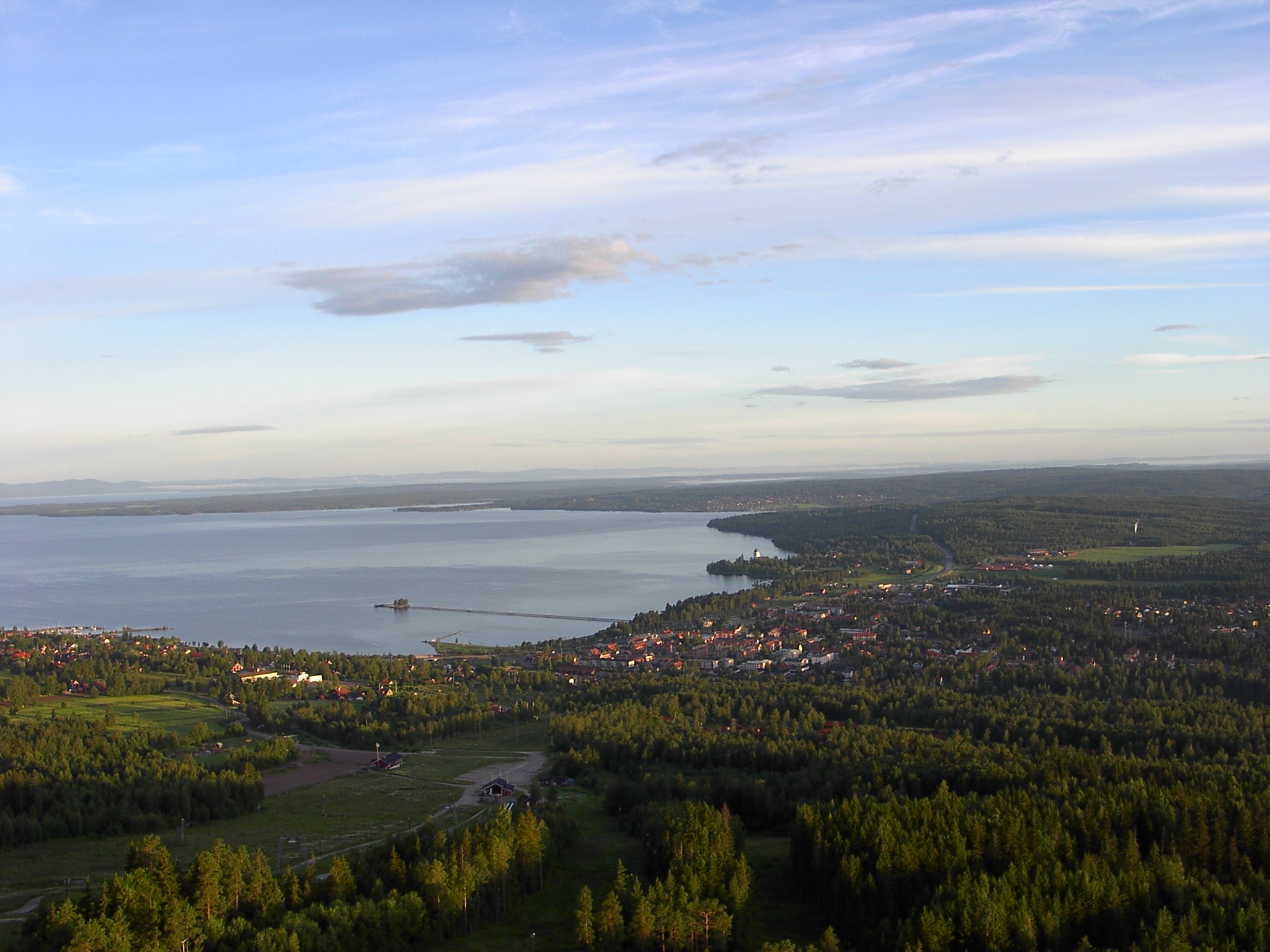
Rättvik nas margens do Siljan
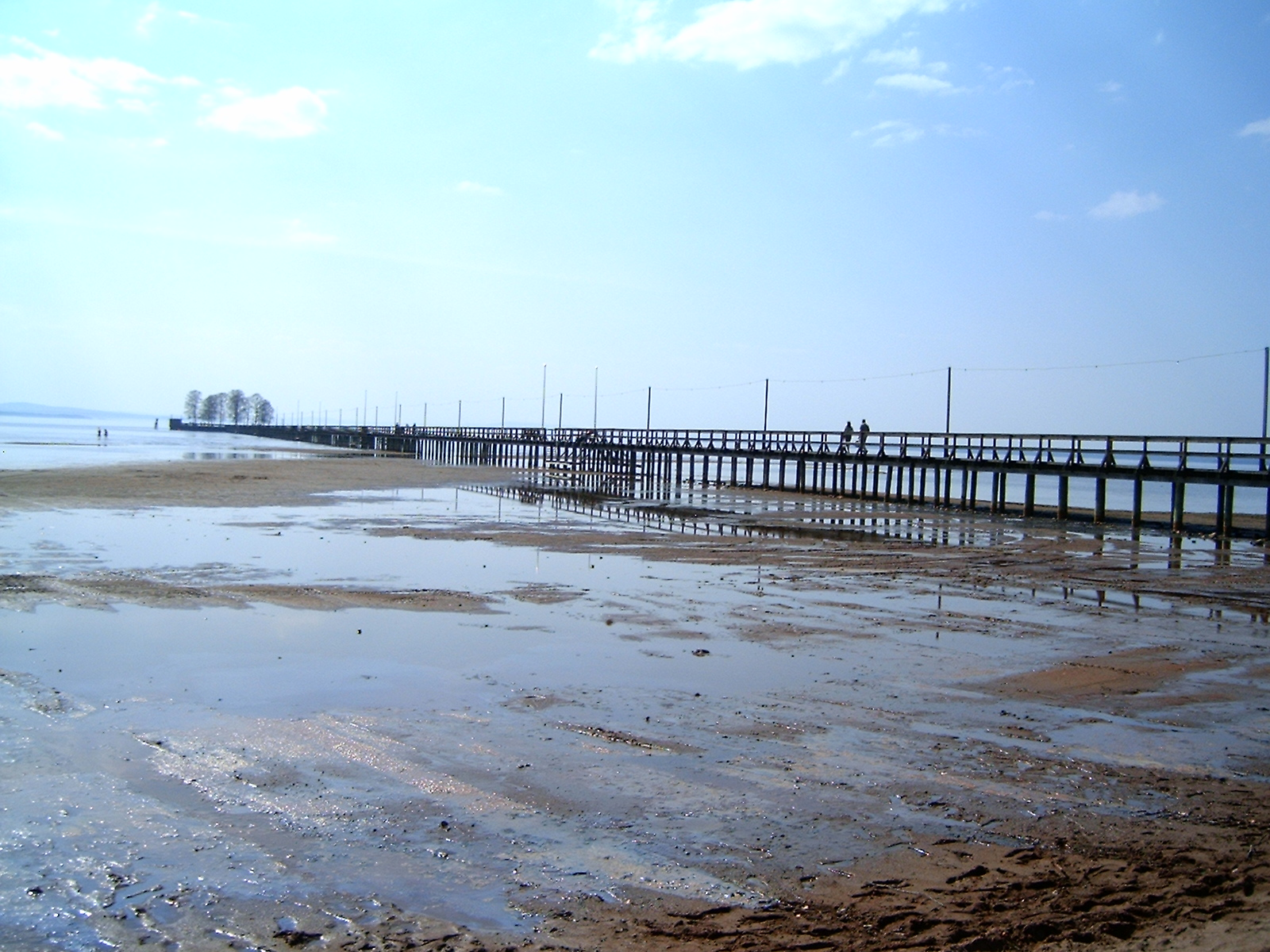
Pontão de passeio (Långbryggan)
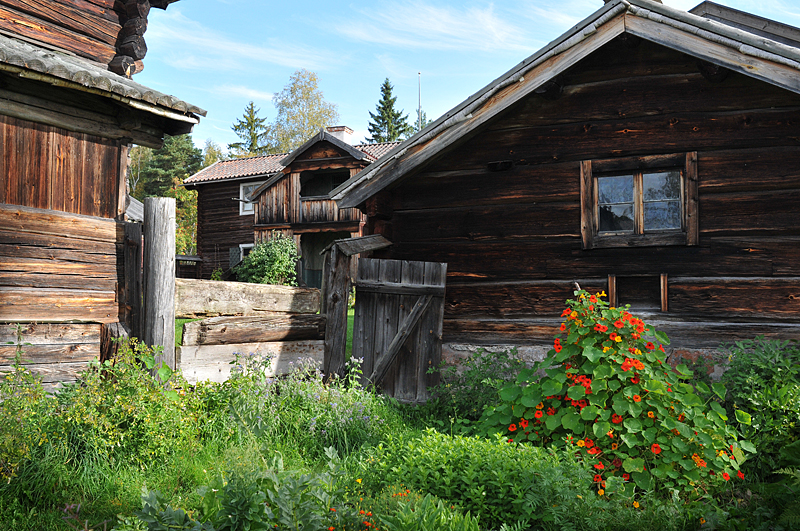
Quarteirão antigo de Rättvik
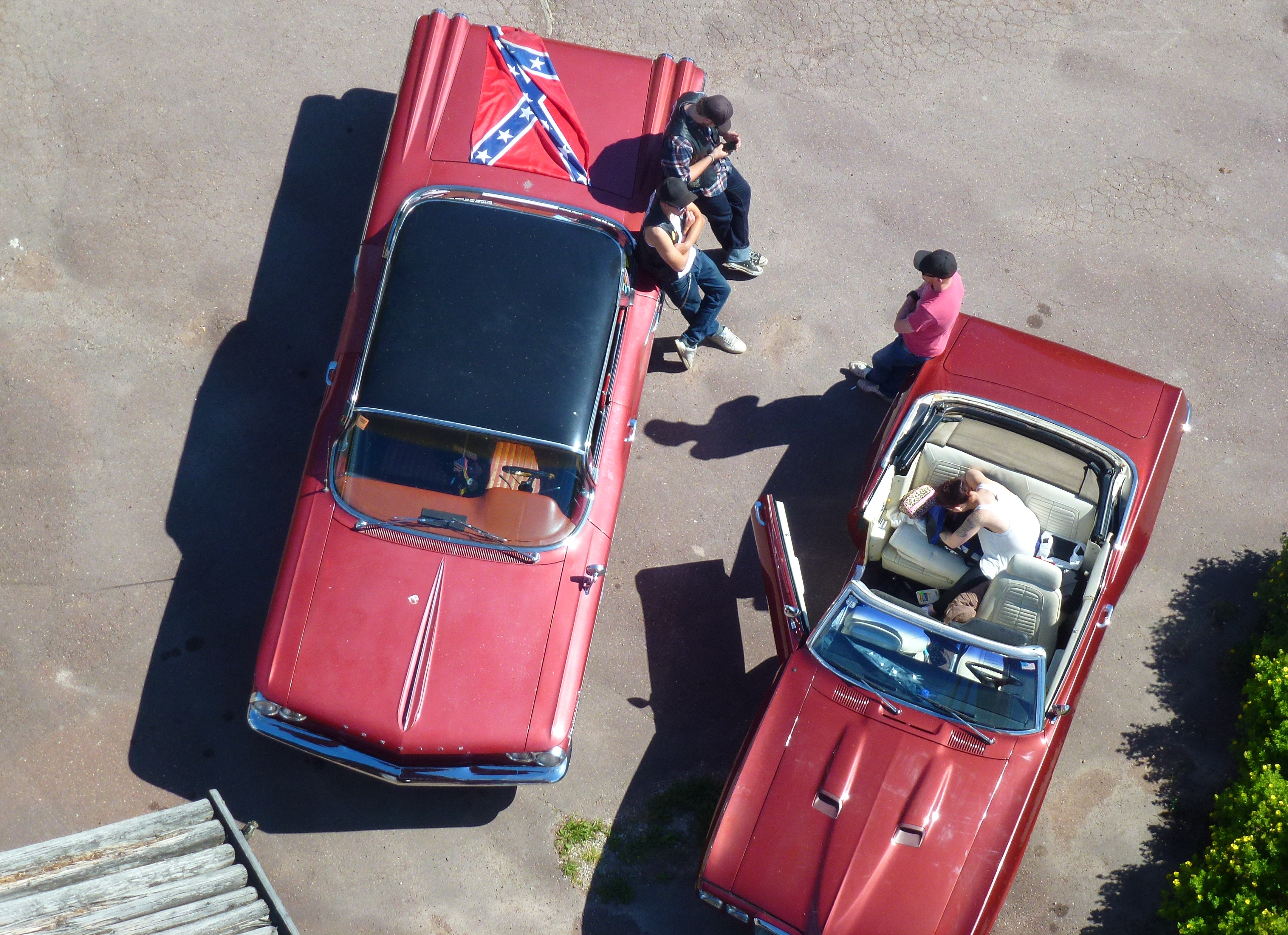
Classic Car Week